# Goéland à queue noire
Larus crassirostris
Espèce
Statut de conservation UICN

 LC  : Préoccupation mineure
Le Goéland à queue noire (Larus crassirostris) est une espèce d'oiseaux de la famille des Laridae présents sur la côte occidentale de l'océan Pacifique.

## Description
C'est un laridé de taille moyenne : 44 à 48 cm de longueur pour une envergure de 118 à 124 cm. Il présente un manteau gris sombre.

## Distribution
Le Goéland à queue noire se reproduit le long des côtes chinoises et de l'Asie du Nord-Est (moins de 350 000 couples).